# 科爾維爾鎮區 (北達科他州伯克縣)
科爾維爾鎮區（英語：Colville Township）是位於美國北達科他州伯克縣的一個鎮區。

## 地方資料
科爾維爾鎮區的面積為89.68平方千米，當中陸地面積為86.14平方千米，而水域面積為3.54平方千米。根據2010年美國人口普查的數據，當地共有人口65人，而人口密度為每平方千米0.72人。